# Manas, Drôme
Manas este o comună în departamentul Drôme din sud-estul Franței. În 2009 avea o populație de 182 de locuitori.

## Evoluția populației
| An        | 1975 | 1982 | 1990 | 1999 | 2006 | 2009 |
| --------- | ---- | ---- | ---- | ---- | ---- | ---- |
| Populație | 90   | 101  | 137  | 134  | 162  | 182  |